# Junkers D.I
O Junkers D.I foi um avião de caça alemão da época da Primeira Guerra Mundial. Entrou em operação nos dias finais da guerra. Era um ótimo avião com caracteríticas muito avançadas para sua época com construção inteiramente metálica e asa baixa em balanço.